# Tanytarsus norvegiae
Tanytarsus norvegiae är en tvåvingeart som beskrevs av Maurice Emile Marie Goetghebuer och Lenz 1938. Tanytarsus norvegiae ingår i släktet Tanytarsus och familjen fjädermyggor. Inga underarter finns listade i Catalogue of Life.